# Бохінська залізниця
Бохінська залізниця (словен. Bohinjska proga) — залізнична лінія у Словенії та Італії. Сполучає Єсениці у Словенії з Трієстом в Італії. Збудована в часи Австро-Угорщини з 1900 по 1906 рік як частина нової стратегічної залізниці — Neue Alpenbahnen, яка з'єднає Західну Австрію та Південну Німеччину з тодішнім австро-угорським портом Трієст. Лінія починається біля південного кінця тунелю в гірському хребті Караванке, потім перетинає Юлійські Альпи крізь Бохінський тунель та проходить через прикордонне місто Нова Горица, після чого, перетнувши італійський кордон, досягає Трієста.
Під час Першої світової війни нею прямувала більшість австрійських військових ешелонів на ділянку Італійського фронту в районі Ізонцо (див. Перша битва при Ізонцо, Четверта битва при Ізонцо). Упродовж ХХ ст. залізниця втратила свою важливість — спочатку через нові політичні поділи в Європі та через розпад Австро-Угорщини на окремі держави в 1918 році, а згодом — через ізоляцію комуністичної Югославії після 1945 року. Однак вступ Словенії в Європейський Союз відкрив нові перспективи для залізниці як зручного пасажирського і вантажного маршруту з Центральної і Східної Європи до порту Трієст.
Відмітними рисами залізниці є Бохінський тунель завдовжки 6339 м під горою Кобла заввишки 1498 м та Солканський міст з його 85-метровим арковим перегоном над річкою Соча.